# Ancinus granulatus
Ancinus granulatus är en kräftdjursart som beskrevs av Edward Morell Holmes och Gay 1909. Ancinus granulatus ingår i släktet Ancinus och familjen Ancinidae. Inga underarter finns listade i Catalogue of Life.